# Heterobasidion abietinum
Heterobasidion abietinum är en svampart som beskrevs av Niemelä & Korhonen 1998. Heterobasidion abietinum ingår i släktet Heterobasidion och familjen Bondarzewiaceae.   Inga underarter finns listade i Catalogue of Life.

## Källor

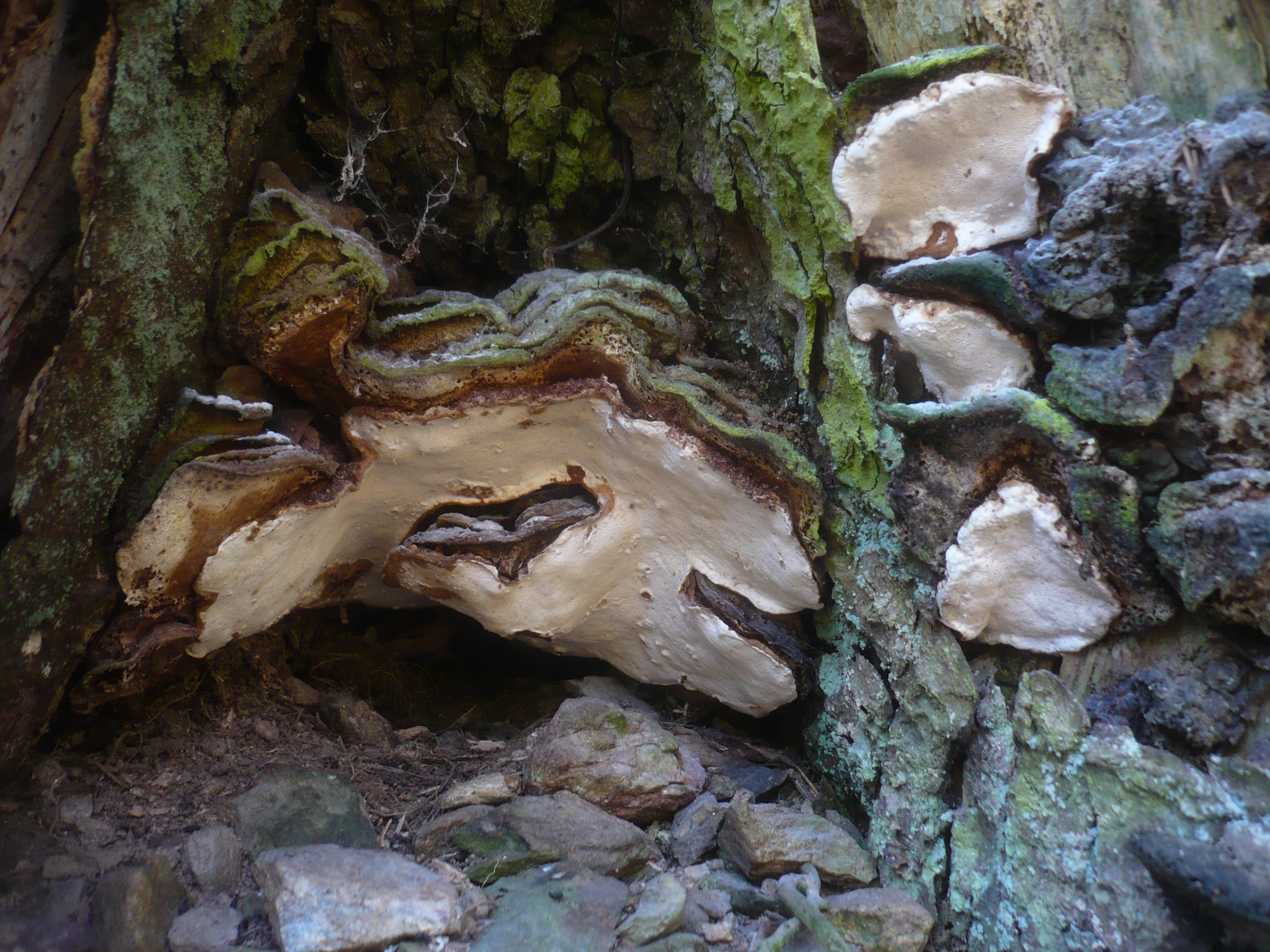
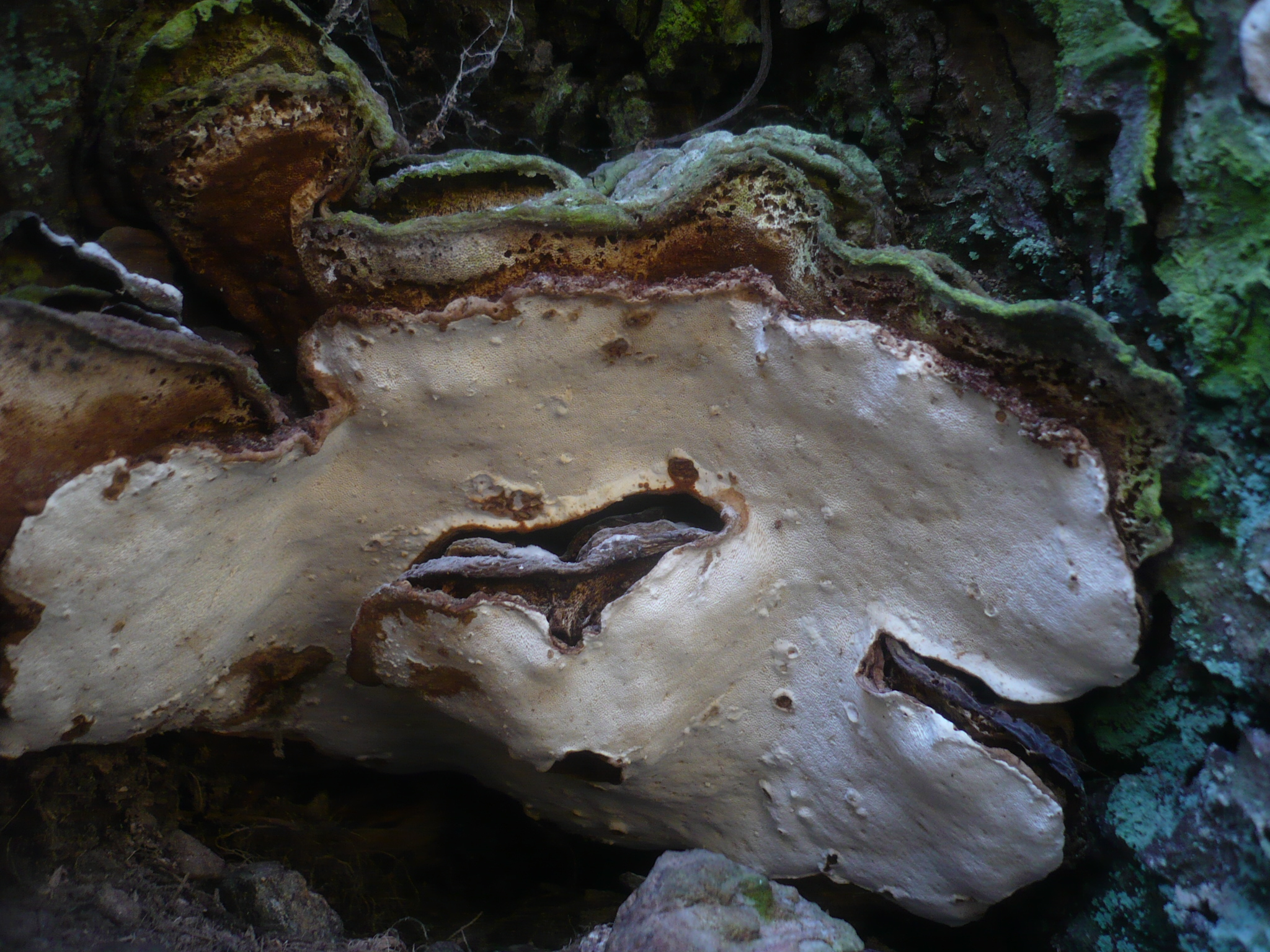